# Gustafsviks herrgård
Gustafsviks herrgård är en herrgård i Lerbo socken, Katrineholms kommun.
Gustafsvik har sitt ursprung i byn Tolfta, som 1844 ändrade namn till Gustafsvik då byn slog samman till en enhet. Byn hade sannolikt anor sedan järnåldern, i anslutning till bytomten på Tolfta udde låg ett av Lerbos större gravfält om 40 högar och 75 runda stensättningar.
Herrgårdens huvudbyggnad och flyglar uppfördes 1848. Den östra flygelns bottenvåning var tidigare ett hus i Tolfta by, grindstugan var tidigare ett av byns torp.